# 9999
9999是一個在9998和10000之間的自然數。

## 性質
- 合數，正因數有1、3、9、11、33、99、101、303、909、1111、3333和9999。
質因數分解為{\displaystyle 3^{2}\times 11\times 101}。
- 虧數，真因數和為5913，虧度為4086。
- 不尋常數，大於平方根的質因數為101。
- 十进制的奢侈數。
- 9999是十進制上最大的四位數字。
- 也是一個卡布列克數。
{\displaystyle 9999^{2}=99980001}
{\displaystyle 9998+0001=9999}
- 在十进制中，一個4位數字除以9999，會得出該4位數字的循環小数。
- 例如：
{\displaystyle 1234\div 9999=0.{\dot {1}}23{\dot {4}}}

## 其他領域
- 在中國民俗中，9999是一個吉祥的數字。最初的紫禁城具有9999間房。
- 耶魯大學人文學者 Valerie Hansen 的著作 Negotiating Daily Life in Traditional China: How Ordinary People Used Contracts, 600-1400（「传统中国日常生活的谈判——人们如何使用契约，600-1400」、耶魯大學出版、1995年）中，提及中國的坟墓通常有9999枚硬幣為陪葬品。其原因來自紙錢，因為人們認為死者需要金錢向大地女神購買墓地。
- 阿曼緊急救助電話為9999。
- 在很多电子游戏中，9999通常被設定為人物或敵人的最大攻擊力、最大血量等等。
- 在一些舊的編程語言，9999通常是最後一個行號，如BASIC。[1]接著再加入一行就是要編寫一個新程式。